# Citharichthys fragilis
Citharichthys fragilis är en fiskart som beskrevs av Gilbert, 1890. Citharichthys fragilis ingår i släktet Citharichthys och familjen Paralichthyidae. IUCN kategoriserar arten globalt som livskraftig. Inga underarter finns listade i Catalogue of Life.